# Tropicos
Tropicos is een project van de Missouri Botanical Garden. Het is een database en website van en met tropische planten, voornamelijk uit de Neotropen (Midden- en Zuid-Amerika). De databank is meer dan 25 jaar geleden gestart en was aanvankelijk bedoeld voor intern onderzoek, maar is ondertussen vrijgegeven voor ondervraging door de hele wetenschappelijke wereld.
De database omvat afbeeldingen, taxonomische en bibliografische gegevens van ongeveer 3,8 miljoen herbariumspecimens die meer dan 1,2 miljoen verschillende plantensoorten vertegenwoordigen. Verder bevat ze de gegevens meer dan 45.000 wetenschappelijke publicaties.
De database kan zowel met de botanische naam als met de gewone (Engelse of Spaanse) naam ondervraagd worden.